# Chiesa di San Procolo (Bologna)
La chiesa di San Procolo è una chiesa cattolica parrocchiale dedicata a San Procolo, uno dei tre protomartiri compatroni di Bologna.

## Storia e descrizione
La chiesa, di origine antichissima, venne riedificata dai monaci benedettini cassinesi nell'XI secolo ed ebbe volte gotiche a crociera fra il 1383 ed il 1407 per volontà dell'abate Giovanni di Michele.
Fra il 1535 ed il 1557 l'architetto Antonio Morandi detto Terribilia costruì la quinta campata della chiesa, il coro ed il campanile e mascherò le volte a sesto acuto per farle sembrare a tutto sesto.
Nel 1744 l'architetto Carlo Francesco Dotti diresse la trasformazione interna rifatta dopo il 1826, dopo la quasi trentennale chiusura della chiesa al culto dovuta alle soppressioni napoleoniche.
Nella seconda metà del XIX secolo il pittore e ornatista Michele Mastellari decora la cupola e il transetto.
Al suo interno, nella navata di destra, si trova l'organo costruito da Baldassarre Malamini nel 1580 e con aggiunte di Gatti (1746-1757) e Verati (1872 e 1883), restaurato da Franz Zanin nel 2007-2008. Sulla cantoria dell'oratorio annesso alla chiesa vi è un organo positivo del XVIII secolo.
Nella chiesa sono sepolti il pittore bolognese Paolo Alboni e la ceroplasta Anna Morandi Manzolini.

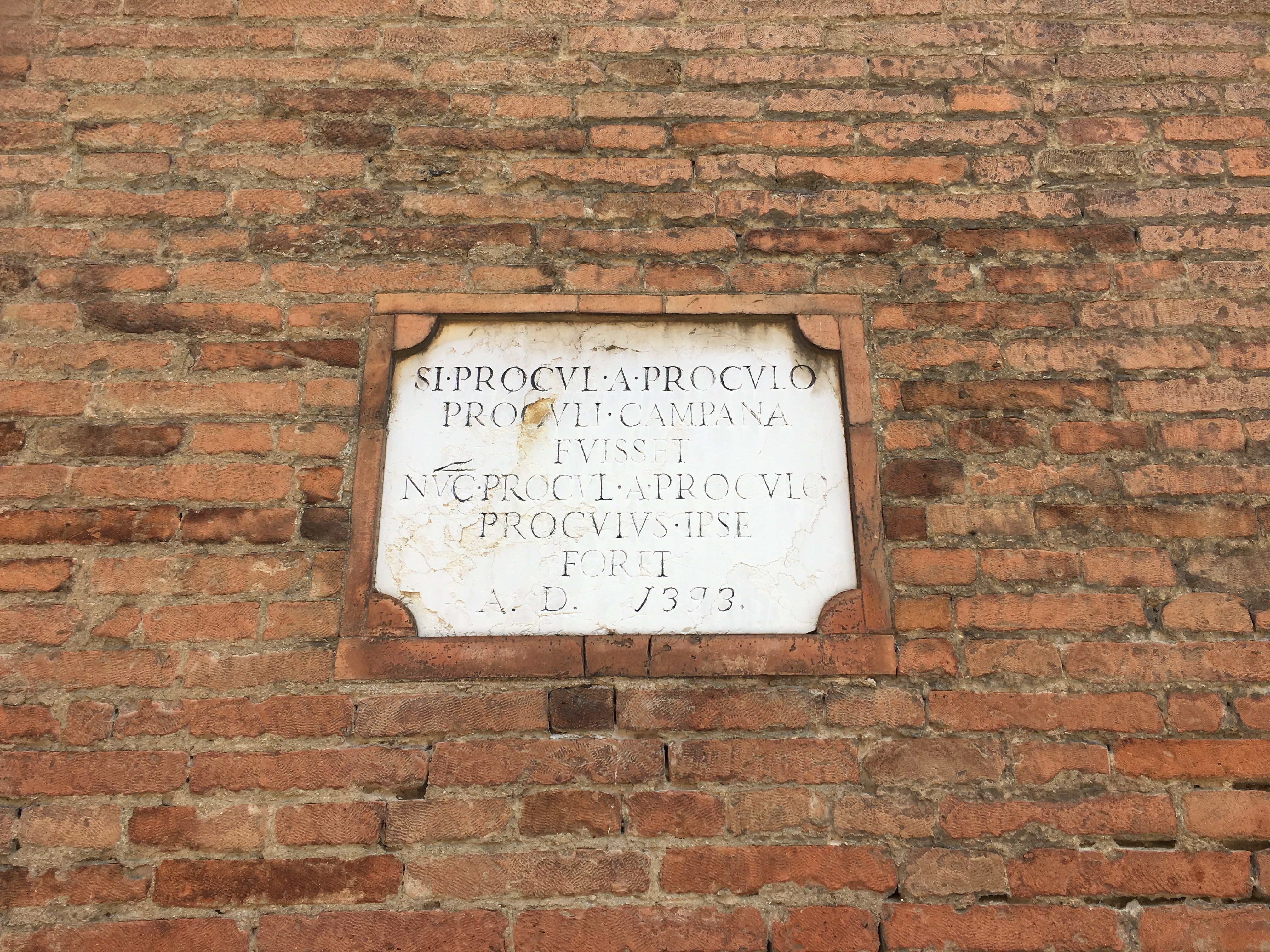
Iscrizione sulla facciata della Chiesa di San Procolo

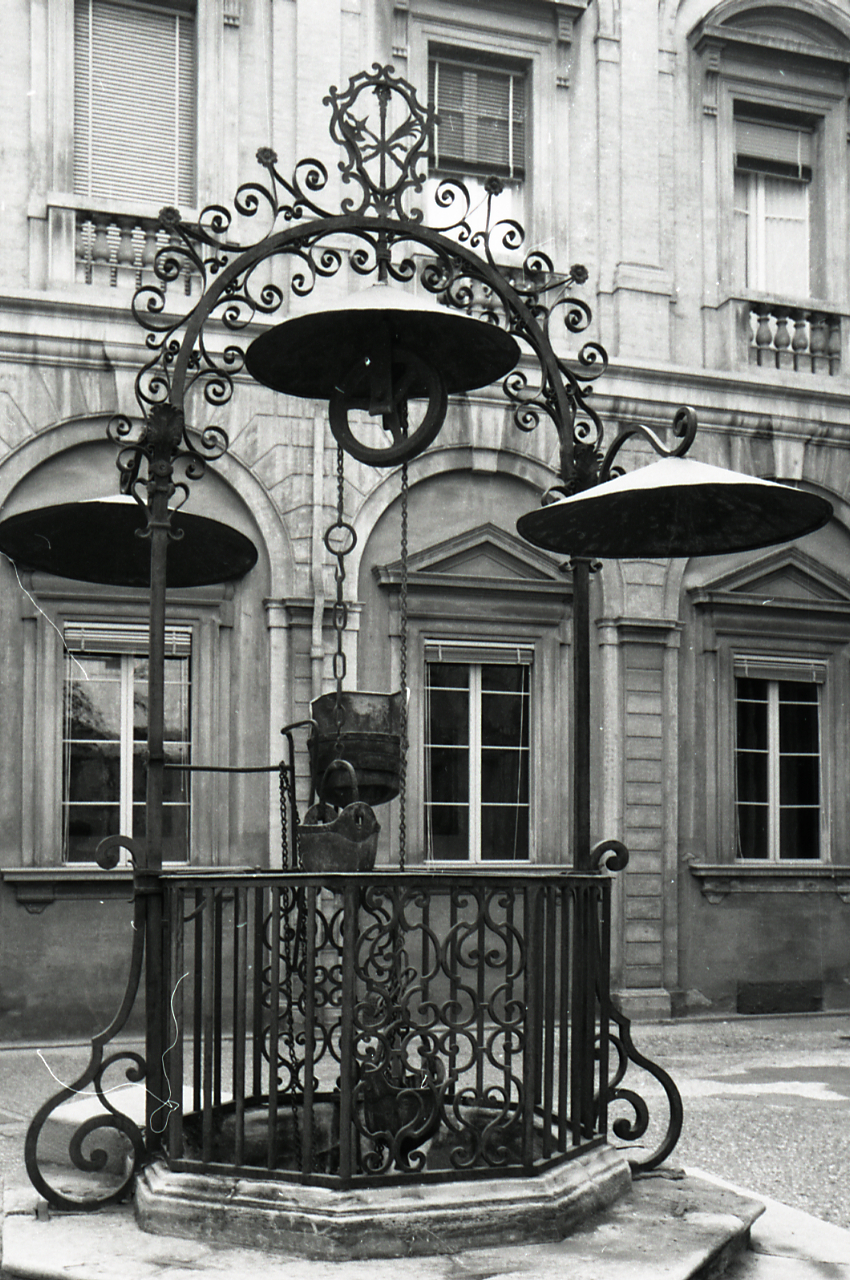
Pozzo in uno dei chiostri dell'ex convento. Foto di Paolo Monti, 1969

## Iscrizione esterna
All'esterno della Chiesa è presente una piccola lapide, che recita uno scioglilingua in latino
PROCVLI CAMPANA FVISSET

NVNC PROCVL A PROCVLO

PROCVLVS IPSE

FORET

LONTANO DALLA CAMPANA DI (SAN) PROCOLO,

ORA PROCOLO

DALLO STESSO (SAN) PROCOLO

SAREBBE LONTANO

L'iscrizione è sicuramente un gioco di parole, che i più fanno risalire al racconto di uno studente, di nome Procolo, morto per il troppo studio e sepolto dentro al cimitero del Monastero di San Procolo. Particolarità di questa interpretazione è il tono ironico verso il troppo studio, imposto già alla fine del '300 agli allievi della Università di Bologna.
Una interpretazione alternativa citerebbe Procolo, centurione romano, decapitato sulle colline vicino alla città di Bologna, il cui capo sarebbe rotolato verso il basso, fino alla posizione della lapide. Si è registrata un'ulteriore interpretazione che racconta di un incidente mortale incorso nel sito: il sacrestano (Procolo) sarebbe deceduto a seguito della caduta della campana, e venne poi sepolto nei pressi della chiesa.